# Jerzmanowa
Jerzmanowa (in tedesco Hermsdorf) è un comune rurale polacco del distretto di Głogów, nel voivodato della Bassa Slesia.
Ricopre una superficie di 63,44 km² e nel 2004 contava 3 061 abitanti.